# رضا حامد
رضا حامد (29 أغسطس 1954 -) ممثل مصري، اشتهر بطريقة أداء معينة، يعتمد فيها على الأداء الصوتي، لذلك يؤدى أدوارا بذاتها في السينما على فترات متباعدة.

## المسلسلات
- للحب فرصة أخيرة.
- قشطة وعسل.
- عائلة نونو (الجزء الثاني).
- فوكك مني.
- راجل وست ستات (ج7).
- نهاية العالم ليست غدا
- الامام محمد عبده
- رأفت الهجان (ضابط مخابرات مصرى)سمير
- مبروك جالك قلق

## الافلام
- شبه منحرف.
- حبيبي نائما.
- العيال هربت.
- امير الظلام.
- آخر كلام.
- قانون إيكا.
- جيم أوفر.
- ركلام.
- نور عيني.
- عمر وسلمى 2.
- الحب كدة.
- الثأر.
- البيه رومانسي.

## المسرحيات
- مسرحية انا وهي الكمبيوتر مع أحمد بدير
- مسرحية كتكوت في المصيدة مع (ميمي جمال، أحمد راتب، محمد سعد)

## روابط خارجية
- رضا حامد على موقع IMDb (الإنجليزية)
- رضا حامد على موقع الدهليز
- رضا حامد على موقع قاعدة بيانات الأفلام العربية